# Yves Ayant
Yves Ayant (* 6. Januar 1926; † 8. Juni 2016) war ein französischer theoretischer Physiker.

## Leben
Ayant studierte ab 1946 an der École normale supérieure (Paris) und wurde 1954 an der Sorbonne mit einer Dissertation über Kernphysik promoviert (Contribution à l'étude des formes et largeurs de raies dans les résonances nucléaires). Er war bis 1994 Professor für theoretische Physik an der Universität Grenoble.
Als theoretischer Physiker befasste er sich mit Magnetismus, Kernspinresonanz, Elektronenspinresonanz und Kernquadrupolresonanz. Das entsprach der experimentellen Ausrichtung der Universität Grenoble unter Louis Néel als einem Zentrum der Magnetismus-Forschung in Frankreich. Er war „Haustheoretiker“ im von Michel Soutif geleiteten Laboratoire de Spectrométrie Physique (heute Laboratoire Interdisciplinaire de Physique, LIPhy), dessen Ziel es war, Materie mit einem breiten Repertoire spektroskopischer Techniken zu untersuchen.
1957 erhielt er den ersten Paul-Langevin-Preis.

## Schriften
- mit Elie Belorizky: Cours de mécanique quantique, Dunod 1974, 3. Auflage 2007
- Cours de mathématiques pour la physique, Grenoble 1995
- mit Marcel Borg: Fonctions spéciales à l'usage des étudiants en physique, Dunod 1971
- mit Dominique Bicout, Paul-Antoine Hervieux: Fonctions hypergéométriques, fonctions elliptiques et fractions continues, Grenoble 1992